# Abel Santamaría
Abel Santamaría Cuadrado (Encrucijada, 20 d'octubre de 1927 - Santiago de Cuba, 26 de juliol de 1953) va ser un líder del moviment revolucionari cubà.

## Biografia
Abel Santamaría va néixer a Encrucijada, Província de Villa Clara el 20 d'octubre de 1927. Era fill de Benigno Santamaría Vásquez, un gallec de la província d'Ourense que havia emigrat a Cuba a principis del segle XX i de Joaquina Cuadrado, també emigrant espanyola procedent de Salamanca, amb qui es va casar l'any 1912.
Les seves inquietuds polítiques el van portar a ingressar a la Joventut Ortodoxa i en produir-se el cop militar de Fulgencio Batista, el 10 de març de 1952, va ser dels primers a manifestar la seva repulsa pels fets. Abel Santamaría i Fidel Castro es van conèixer personalment durant els actes de commemoració de l'1 de maig de 1952, durant l'homenatge a l'obrer Carlos Rodríguez, assassinat l'any anterior per la policia. Entre ells va néixer una bona amistat i aviat van començar a gestar l'assalt a la caserna Moncada.

### Activitat revolucionària

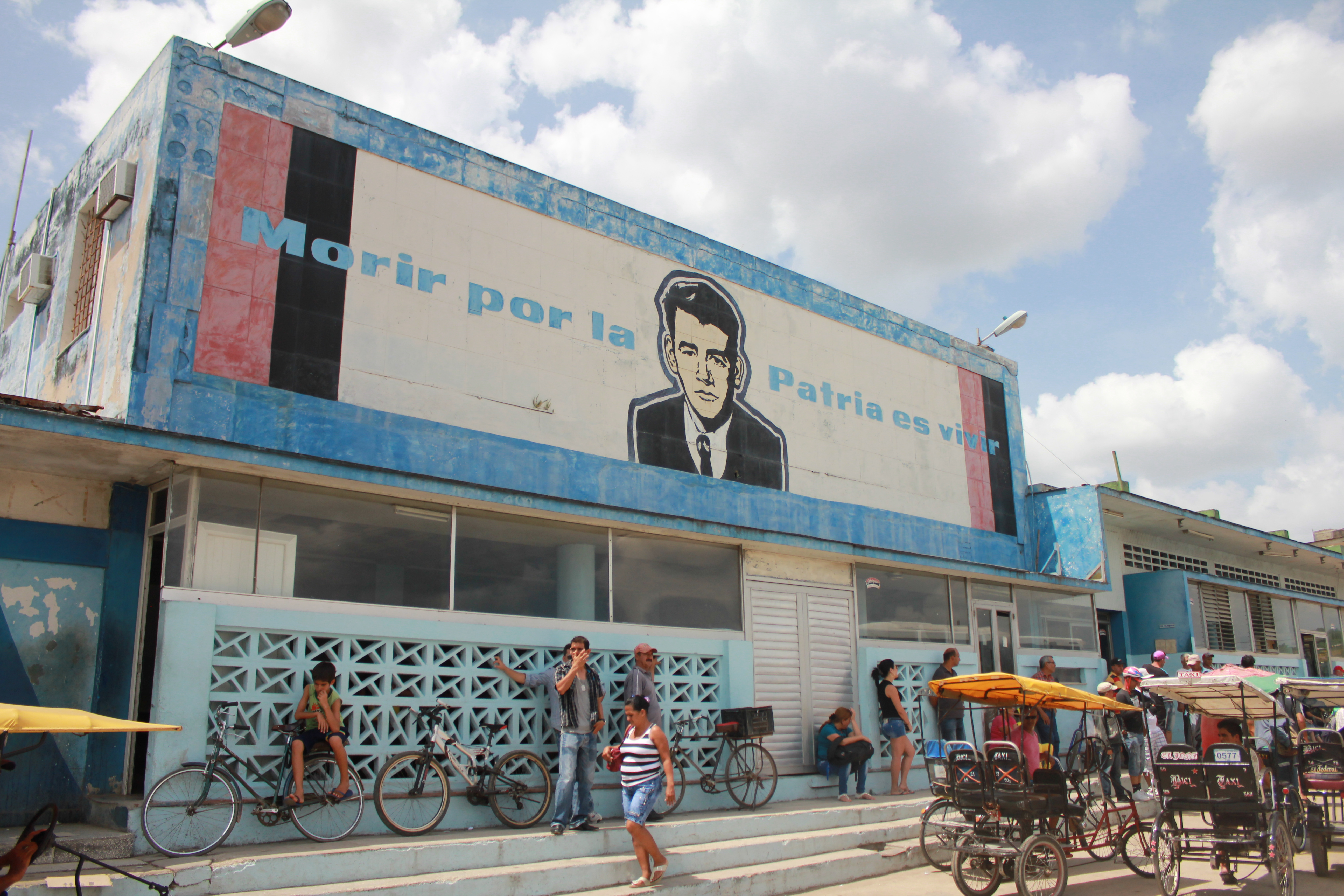
Mural d'Abel Santamaria a la terminal d'autobusos d'Holguín.

Abel i la seva germana Haydée Santamaría van permetre que els revolucionaris, com Fidel Castro, utilitzessin el seu petit apartament de dues habitacions a la cantonada dels carrers O i 25 de L'Havana per planificar la revolució.
Els dos germans van participar en l'assalt de la caserna Moncada el juliol de 1953 que pretenia iniciar l'enderrocament revolucionari del dictador Fulgencio Batista. Fidel Castro va nomenar segundo jefe de l'acció a Abel Santamaria i li va encarregar la missió de prendre l'Hospital Saturnino Lora. Santamaria s'hi va oposar inicialment pensant que Castro assumia la missió més perillosa, afirmant que "tothom et necessita més a tu". Castro va respondre: "Jo vaig a la guarnició i tu vas a l'hospital, perquè ets l'ànima d'aquest moviment, i si moro, ocuparàs el meu lloc". L'assalt finalment va fracassar i tant Abel com Haydée. van ser empresonats amb molts d'altres revolucionaris.
Abel Santamaría va ser assassinat a la presó després de ser torturat per la policia, que volia saber on s'amagava la resta de revolucionaris. Es diu que la policia va treure els ulls d'Abel i els va mostrar a Haydée, però ella mai va revelar on estaven els revolucionaris.

## Memòria
L'Aeroport Internacional Abel Santamaría de Santa Clara porta el seu nom.
Per la seva banda, el cantautor cubà Silvio Rodríguez, un dels representants de la Nova Trova Cubana, va compondre el 1968 el tema Canción del elegido en honor d'Abel Santamaría. Silvio Rodríguez va conèixer la germana d'Abel, Haydée Santamaría, qui va ser guerrillera a Sierra Maestra, i qui entre moltes altres històries li va explicar la del seu germà.